# Kirche Hl. Cosmas und Damian (Kuzmin)

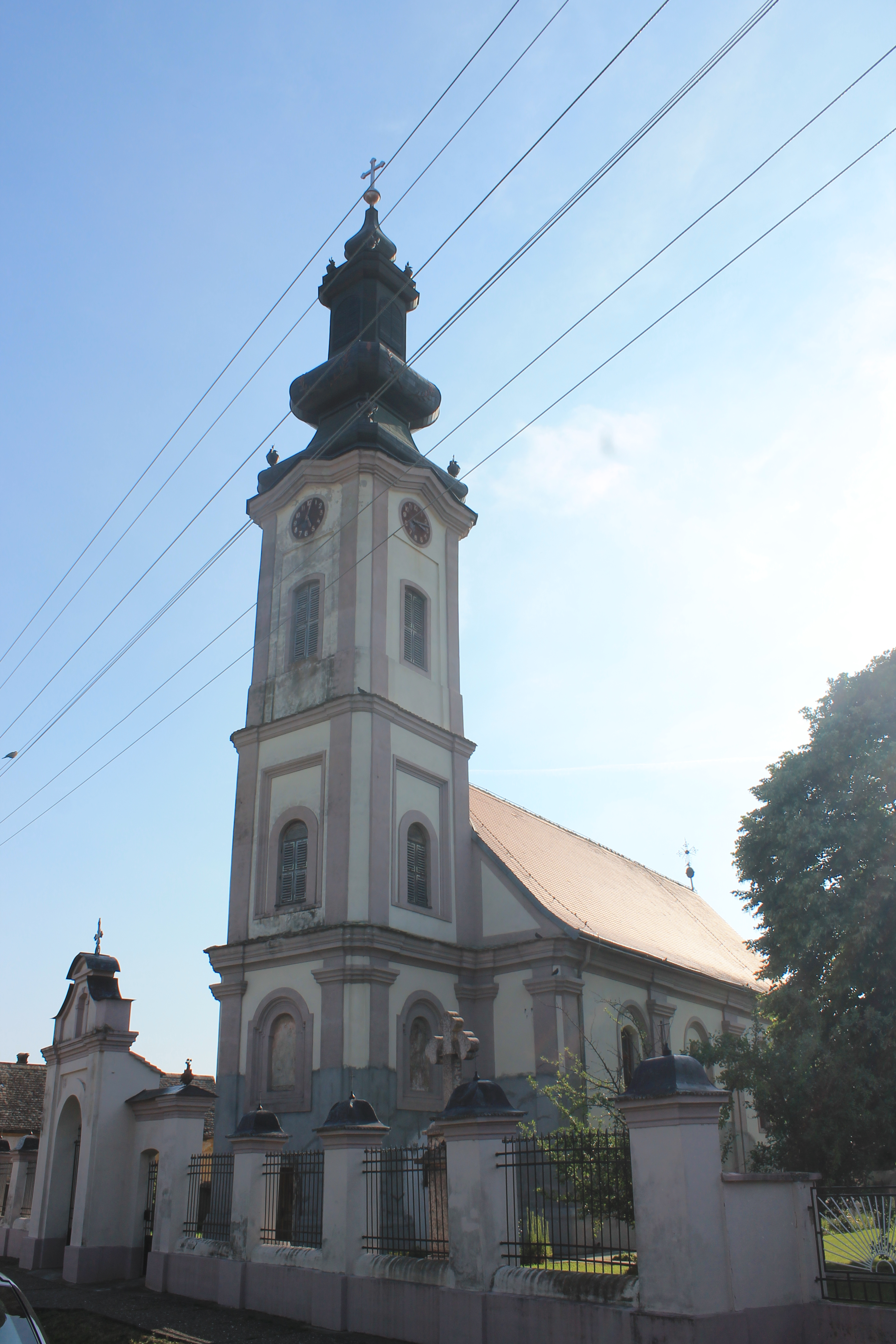
Die Kirche Hl. Cosmas und Damian in Kuzmin

Die Kirche Hl. Cosmas und Damian (Serbisch: Црква Светих Козме и Дамјана, Crkva Svetih Kozme i Damjana) im zur Opština Sremska Mitrovica gehörenden Dorf Kuzmin ist eine Serbisch-orthodoxe Kirche in der nordserbischen Provinz Vojvodina. Sie ist ein staatlich geschütztes Kulturdenkmal.
Die von 1773 bis 1783 erbaute Kirche ist den Ärzten und Brüdern Hll. Cosmas und Damian geweiht und die Pfarrkirche der Pfarreien Kuzmin I und II im Dekanat Sremska Mitrovica der Eparchie Srem der serbisch-orthodoxen Kirche. Der Dorfname Kuzmin leitet sich vom Namen des Hl. Cosmas (serbisch: Kozma) ab.

## Lage

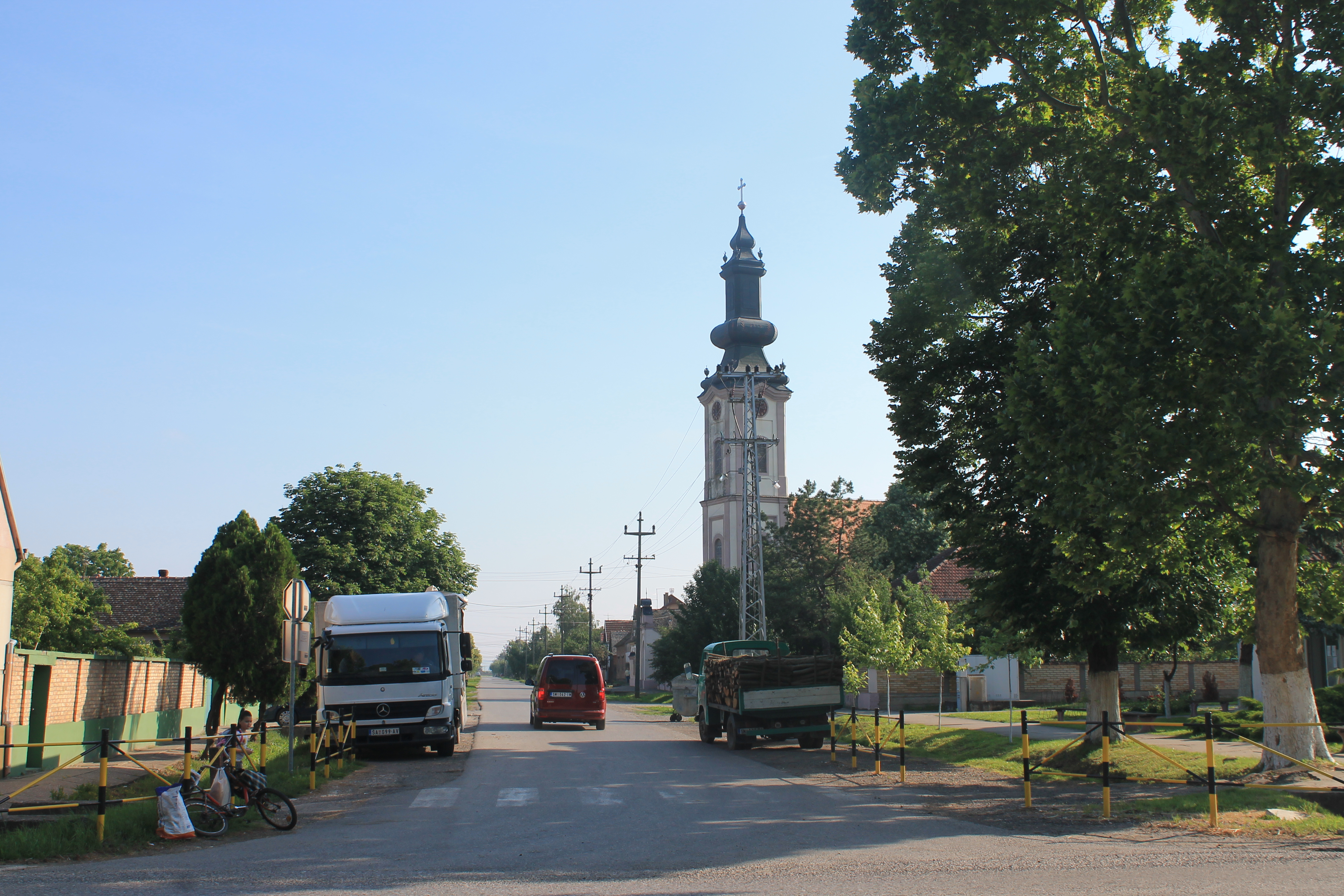
Die Kirche mit Umgebung

Die Kirche befindet sich im östlichen Zentrum des nordserbischen Dorfes Kuzmin. Kuzmin liegt nordwestlich der Gemeindehauptstadt Sremska Mitrovica und hat knapp 3400 Einwohner. Die Cosmas-und-Damian-Kirche steht an der Straße Fruškogorska Ulica. Im umzäunten Kirchhof mit einem prächtigen Eingangstor steht neben der Kirche auch ein orthodoxes Wegekreuz.
Nahe der Kirche befinden sich das Dorfrathaus, die Post und die Grundschule Branko Radičević.

## Geschichte
Im 17. und 18. Jahrhundert wurden an dieser Stelle zwei Kirchen erbaut, die beide Bränden zum Opfer fielen. Die von 1773 bis 1783 erbaute Kirche wurde in der Manier des Serbischen Barock errichtet. Seit ihrer Erbauung hat die Kirche zahlreiche Schäden durch Kriege wie den Zweiten Weltkrieg und Witterungseinflüsse erlitten.
Von 2000 bis 2004 wurde die Kirche großflächig restauriert und renoviert. Auch von 2014 bis 2016 wurde der Innenraum der Kirche erneuert. 2017 wurde die Ikonostase der Kirche restauriert.
Derzeitiger Priester der Pfarrei Kuzmin I und Kirchenvorsteher der Kirche ist Branko Cabunac und Priester der Pfarrei Kuzmin II ist Aleksandar Balinović.

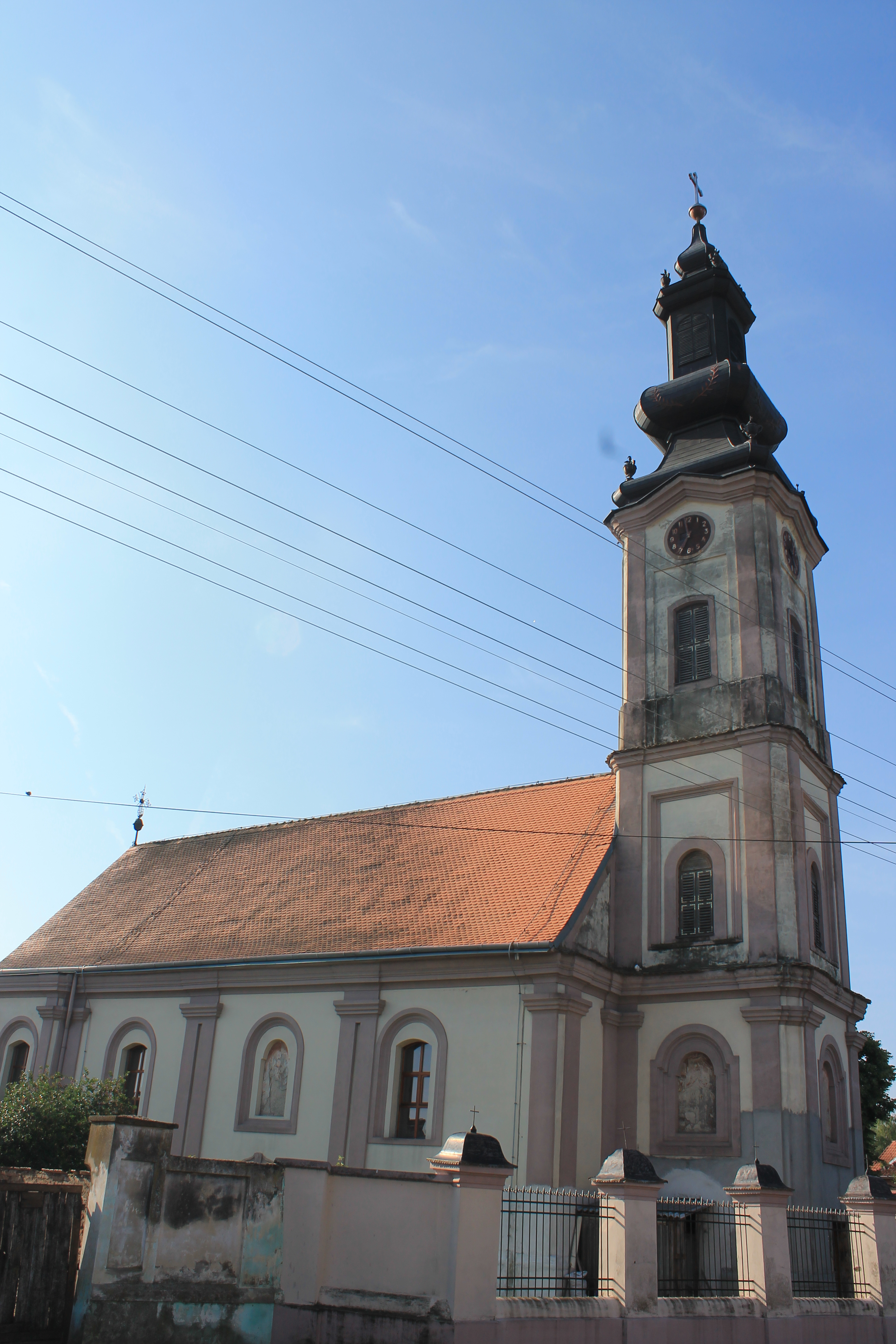
Der Kirchturm mit Südfassade

## Architektur
Die Kirche ist einschiffig mit einem flachen rechteckigen Chor, einer halbrunden Altar-Apsis mit gleicher Breite wie das Kirchenschiff im Osten ausgestattet sowie einem zweistöckigen barocken daran angebauten Kirchturm im Westen.
Der Innenraum ist in Buchten eingeteilt, die durch ein sphärisches Tonnengewölbe und Bögen unterteilt sind. An der Westseite befindet sich der Chor der Kirche, der tief in den Naos hineinreicht. Neben dem Hauptkircheneingang im Westen besitzt die Kirche zwei Nebeneingänge, jeweils einen an der Nord- und Südfassade.
Die Fassade ist einfach dekoriert, mit doppelten Pilastern mit profilierten Kapitellen und Dachgesims. Auch der Kirchturm ist mit doppelten Pilastern an den Ecken und Kordonprofilkränzen geschmückt.
1793 begann man mit der Innenbemalung der Kirche durch Fresken. Die dafür engagierten Maler Grigorije Davidović-Opšić und Stefan Gavrilović schufen 1793 auch die künstlerisch wertvollen Ikonen der Ikonostase. Die Fresken und Ikonen wurden nach dem Willen der Kirchengemeinde in traditioneller Malweise der Orthodoxen Kirche gemalt.
Opšić und Gavrilović malten vor allem im Stil des Barock und Spätbarock (Rokoko). Zwar nahmen beide auch Elemente des Neoklassizismus auf, blieben aber mehrheitlich dem Barock treu. Sie bemalten auch den Bischofsthron der Kirche.
Die barocken Schnitzereien der Ikonostase sind das Werk eines unbekannten Holzschnitzers. Die neue Innenbemalung der Kirche wurde bis 1855 von dem Ikonenmaler Jovan Klajić aus Novi Sad und dem Freskenmaler Karl Vilinovski ausgeführt.